# Arachnanthus australiae
Arachnanthus australiae is een Cerianthariasoort uit de familie van de Arachnactidae. De wetenschappelijke naam van de soort is voor het eerst geldig gepubliceerd in 1937 door Carlgren.